# Alhagi
Alhagi es un género de plantas  perteneciente a la familia Fabaceae. Es originario del Viejo Mundo. Comprende 21 especies descritas y de estas, solo 9 aceptadas.

## Descripción
Las especies de Alhagi tienen proporcionalmente la raíz  más profunda de todas las plantas (un arbusto de 1 m de altura puede tener una raíz principal de más de 15 m de largo), debido a su profunda raíz, las especies de Alhagi evitan la sequía, ya que utilizan el agua subterránea, la adaptación de esa manera se adapta perfectamente al medio ambiente hiper-árido.
Coleophora argyrella se alimenta exclusivamente de A. maurorum .

## Taxonomía
El género fue descrito por Abraham Gagnebin y publicado en Acta Helvetica, Physico-Mathematico-Anatomico-Botanico-Medica 2: 59. 1755.
Etimología
Alhagi: nombre genérico que proviene de la palabra árabe  para peregrino.

## Especies aceptadas
A continuación se brinda un listado de las especies del género Alhagi aceptadas hasta abril de 2013, ordenadas alfabéticamente. Para cada una se indica el nombre binomial seguido del autor, abreviado según las convenciones y usos:
- Alhagi canescens (Regel) B.Keller & Shap.
- Alhagi graecorum Boiss.
- Alhagi kirghisorum Schrenk
- Alhagi maurorum Medik.
- Alhagi nepalensis (D.Don) Shap.
- Alhagi pseudalhagi (M. Bieb.) Desv. ex B. Keller & Shap.
- Alhagi sparsifolia Shap.